# Алфонсо Рейес
 Тази статия е за мексиканския писател.  За литературната награда вижте Алфонсо Рейес (награда).  
Алфонсо Рейес Очоа (на испански: Alfonso Reyes Ochoa) е мексикански писател, философ и дипломат.

## Биография
Роден е на 17 май 1889 година в Монтерей в семейството на офицера и политик Бернардо Рейес. През 1913 година завършва право в Националния автономен университет на Мексико, от 1914 година работи като журналист в Мадрид, а от 1920 година е на дипломатическа служба в Мадрид и Париж. Посланик е на Мексико в Аржентина (1927 – 1930, 1936 – 1937) и Бразилия (1930 – 1935, 1938), а от 1939 година се оттегля от дипломацията и се занимава с литературна дейност в Мексико. От ранна възраст публикува в различни жанрове – от поезия и есета до литературна критика и изследвания на историята на испаноезичната литература, както и преводи от френски и английски, превръщайки се във водеща фигура в мексиканския литературен живот.
Алфонсо Рейес умира на 27 декември 1959 година в град Мексико.